# Arade (Israel)

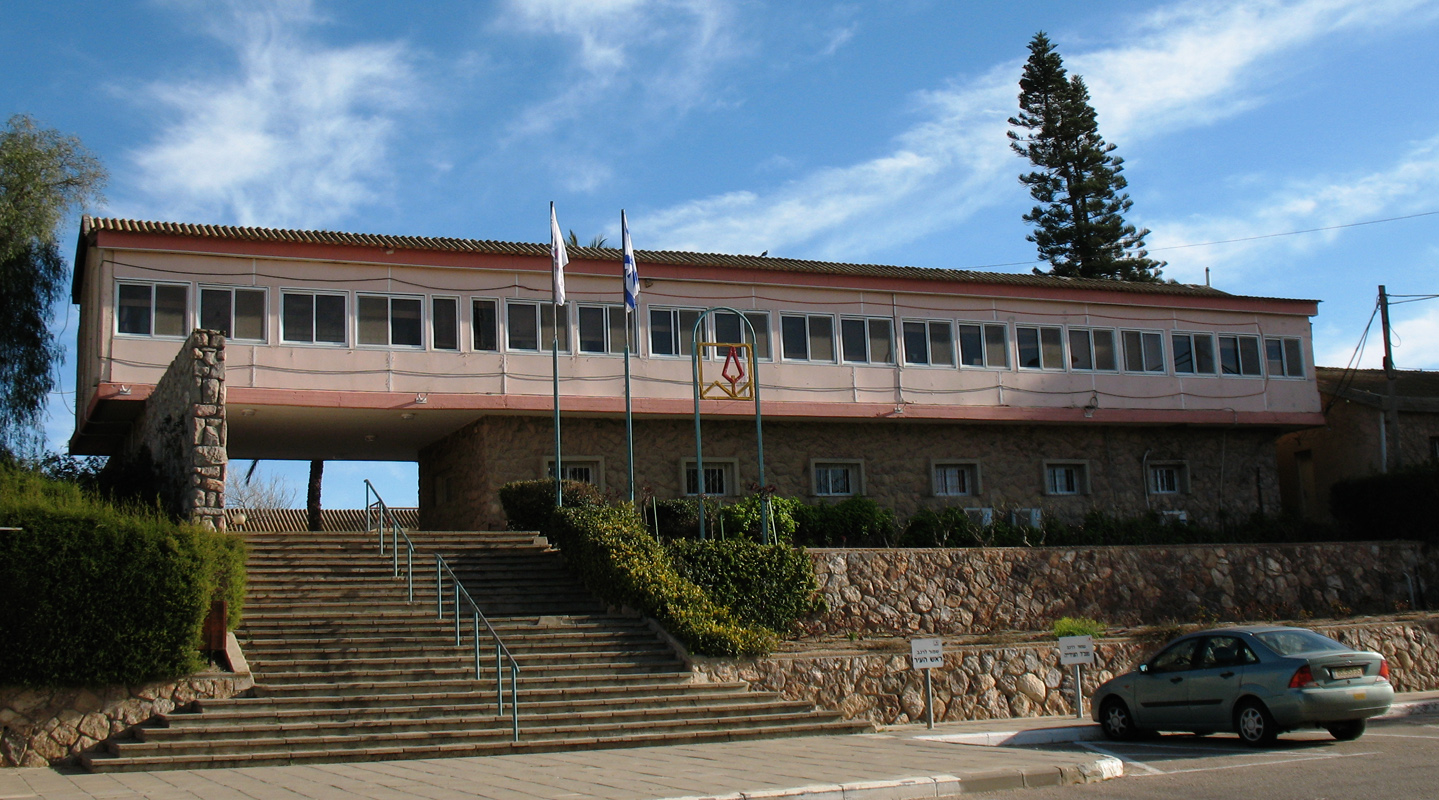
Câmara Municipal de Arade

Arade (em hebraico: ערד; em árabe: عراض) é uma cidade moderna no distrito Sul de Israel, na fronteira dos desertos da Judeia e Negueve, 25 km a ocidente do Mar Morto e 45 km a oriente de Bersebá, perto da famosa Massada.
Arad foi fundada em 1962 por um grupo de jovens Israelitas, a maioria deles vieram de comunidades Kibutz e Moshav, que procuravam um ambiente livre dos problemas urbanos como sobrepopulação, trânsito, ruído, e poluição. A cerimónia da fundação teve lugar a 21 de Novembro, e esteve presente o Primeiro Ministro de então David Ben-Gurion.
O crescimento da cidade tem seguido de perto um plano urbano bem estruturado. Segundo a página da cidade na internet, esta foi a primeira cidade pré-planeada no Israel moderno. Recebeu o estatuto de cidade em 29 de Junho de 1995. A população de Arade no presente é cerca de 23 300 e reflecte um amplo leque da sociedade Israelita. Lá vivem os Asquenazi e os Sefarditas, seculares e religiosos, Beduínos e Negros Israelitas, Israelitas nativos e novos imigrantes.
É conhecida pelo seu ar puro e assim sendo é uma atracção para asmáticos de todo o mundo. Arade recebeu o seu nome da cidade Canaanita localizada em Tel Arade (veja Arquelogia bíblica sobre famosos óstracos aí encontradas)
A seguir à evacuação dos colonos Israelitas da Faixa de Gaza, o governo Israelita decidiu também evacuar os Árabes (maioritariamente Beduínos do Egito) que residiam na aldeia de Dahaniya, já que estes eram considerados pelos palestinianos como sendo colaboradores de Israel, e temeram pela sua vida se ficassem lá. Foram levados para Arade.

## Geografia

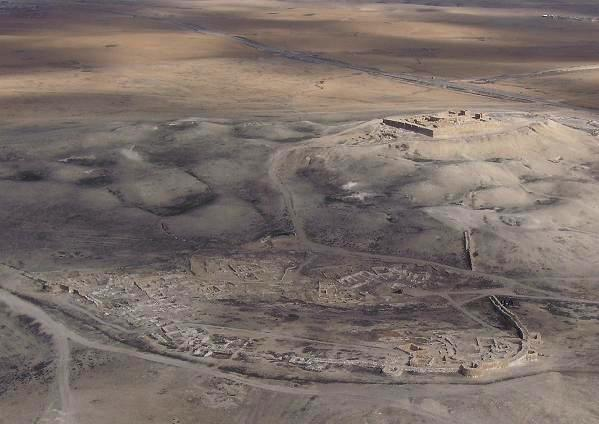
Tel Arade

Arade tem uma área de 90 km², umas das maiores areas municipais em Israel, embora a sua área urbana seja muito mais pequena. O lugar histórico de Tel Arade e o Parque de Arade (também conhecido como Bosque Ran) também podem ser encontrados dentro da área municipal, a ocidente do centro urbano. Arade também uma área industrial localizada ligeiramente a sul do centro urbano.

## Bairros
- Gevim
- Tlalim
- Avishur
- Halamish
- Leva'ot
- Ye'elim
- Rishonim
- Neurim
- Maof
- Mo'av
- Khatzavim
- Haredof
- Shaked
- Rotem
- Yehoshafat (em construção)
- Rananim (em construção)

Estes bairros estão na secção da cidade a norte da Auto-estrada #31. A sul fica a área industrial, que inclui as industrias téxteis de Arad, um dos maiores produtores de toalhas de Israel. O Instituto WUJS de Arad, que tem um programa de estudo para licenciados de todo o mundo.

## Cultura e Turismo

### Festival de Música

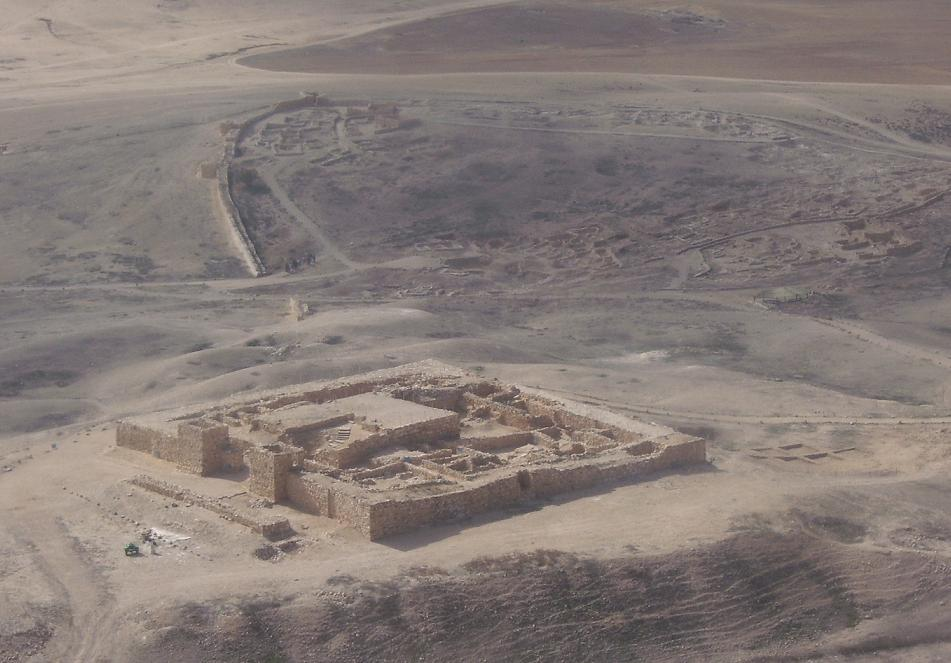
Fortaleza de Tel Arad

Arad tem sido conhecida pelo seu Festival de Música Hebraica, anualmente no verão desde 1982. O festival foi uma grande oportunidade para novos artistas tornarem-se conhecidos, mas ao crescer também atraiu os melhores músicos e bandas Israelitas. Em 1995, três adolescentes foram esmagados pela multidão, e desde então o festival tornou-se num evento menor.

### Quarteirão dos Artistas Eshet Lot
O Quarteirão dos Artistas Eshet Lot é uma secção do centro industrial de Arad, segundo os fundadores, com "a sua marca característica de atmosfera do deserto, combinar creatividade e arte está no coração da área industrial, na estrada que leva até ao Mar Morto". Os artistas, que são todos habitantes de Arad, intencionam criar uma comunidade produtiva com sensibilidade elevada para com o ambiente.

### Mitzpe Mo'av
Nos arredores de Arad, perto da área hoteleira, existe um grande monumento branco de Yigal Tumarkin, chamado Mitzpe Mo'av que também oferece uma vista para o deserto da Judeia. Encontra-se perto uma pista para caminhantes chamada Caminhada Escultural (tayelet pisulit) e dois hoteis: Margo'a Arad e Yafe Nof Arad.

### Outros
Outros pontos turísticos em Arad também incluem as ruínas de Ar Arad, Arad Park, um aeródromo doméstico e primeiro circuito de corrida legal de Israel.

## Educação
Arad tem uma escola primária em cada bairro central (Halamish, Avishur, Tlalim, Leva'ot e Ye'elim), e tem outra escola chamada Ofarim. Existem duas escolas preparatórias, Allon e Re'ut, ambas localizadas perto da comfluência das ruas Yeshayahu e HaKana'im. Só existe uma escola secundária, Ort Arad, que partilha o edifício com a escola preparatória Re'ut.
Para além destas escolas, existem escolas privadas em Arad, como por exemplo a escola religiosa do movimento Shuvu.

## Leis
Embora não seja normal as cidades terem as suas próprias leis fundamentais, muitas têm leis menores. Em Arad, é ilegal alimentar animais em lugares públicos.

## Transporte
Arad não tem caminho de ferro e assim sendo só existem duas maneira de chegar a Arad, pelo ar ou por autocarro (ônibus). O aeródromo de Arad fica localizado a sul da cidade, e é usado por voos domésticos segundo a necessidade.
A estação rodoviária principal de Arad, Arad Central Bus Station (CBS), estava localizada  numa esquina das ruas Jerusalém(Yerushalayim) e Judá(Yehuda). Entretanto foi fechada por estar a funcionar sem licença, e as suas paragens de autocarros ficam agora na rua Jerusalém. Uma multidão de autogarros Egged inter-cidades servem-se desta estação, assim como duas outras rotas internas. Os itinerários inter-cidades são as seguintes:
| Linha | Itinerário                                 |
| ----- | ------------------------------------------ |
| 384   | Bersebá CBS - Ein Gedi                     |
| 385   | Berseba CBS - Ein Bokek                    |
| 386   | Arad CBS - Berseba CBS                     |
| 388   | Arad CBS - Berseba CBS                     |
| 389   | Arad CBS - Tel Aviv CBS                    |
| 441   | Arad CBS - Jerusalém CBS (só aos Domingos) |

## Geminações
Arad possui as seguintes cidades-gémeas:
- Wilmington, Delaware, EUA
- Dinslaken, Alemanha
- Burlington, Vermont, EUA